# Baolia bracteata
Baolia bracteata är en amarantväxtart som beskrevs av Hsien Wu Kung och G. L. Chu. Baolia bracteata ingår i släktet Baolia och familjen amarantväxter. Inga underarter finns listade i Catalogue of Life.